# Rožman
Rožman je 161. najbolj pogost priimek v Sloveniji, ki ga je po podatkih Statističnega urada Republike Slovenije na dan 31. decembra 2007 uporabljalo 1.038 oseb, na dan 1. januarja 2011pa 1.042 oseb in je med vsemi priimki po pogostosti uporabe zasedal 159. mesto
- Alojz (Lojze) Rožman (1932—2022), gospodarstvenik
- Andraž Rožman (*1983), novinar, publicist, pisatelj
- Branko Rožman, skladatelj, avtor gledališke in filmske glasbe
- David Rožman (*1983), kolesar
- Franjo Rožman (1912—1971), vojaški pilot in športni jadralec
- Gregorij Rožman (1883—1959), ljubljanski škof
- Helena Rožman (*1966), muzealka, etnologinja
- Irena Rožman Pišek (*1965), etnologinja, historična demografinja
- Ivan (Janez) Rožman (1901—1937), smučar, alpinist, gradbenik (skakalnice)
- Janez Rožman (*1984), kolesar
- Josip Rožman, gimnazijski in srednješolski profesor, dr.
- Jože Rožman (1920—2009), gospodarstvenik, direktor Petrola (1947—77)
- Maks Rožman (1898—1970), publicist, stenograf, čebelar
- Marko Rožman (1930—2012), športni novinar in funkcionar
- Milica Rožman Šlibar (*1932), telovadka
- Miroslav Rožman (1893—1970), farmacevt
- Primož Rožman, zdravnik transfuziolog, dolgoletni strokovni direktor Zavoda za transfuzijsko medicino, prof. MF
- Simon Rožman-Džimi (*1983), nogometaš in nogometni trener
- Simona Rožman Strnad (*1968), zborovodkinja, glasbena pedagoginja in organizatorka
- Siniša Rožman (*1990), hrvaški nogometaš
- Stane Rožman (*1948), jedrski elektroenergetik, direktor NEK
- Urška Rožman (por. Lampret) (*1987), smučarska skakalka
- Vid Rožman (Rossman), duhovnik, umrl 1504 na Dunaju, pokopan v katedrali sv. Štefana